# Rick Famuyiwa

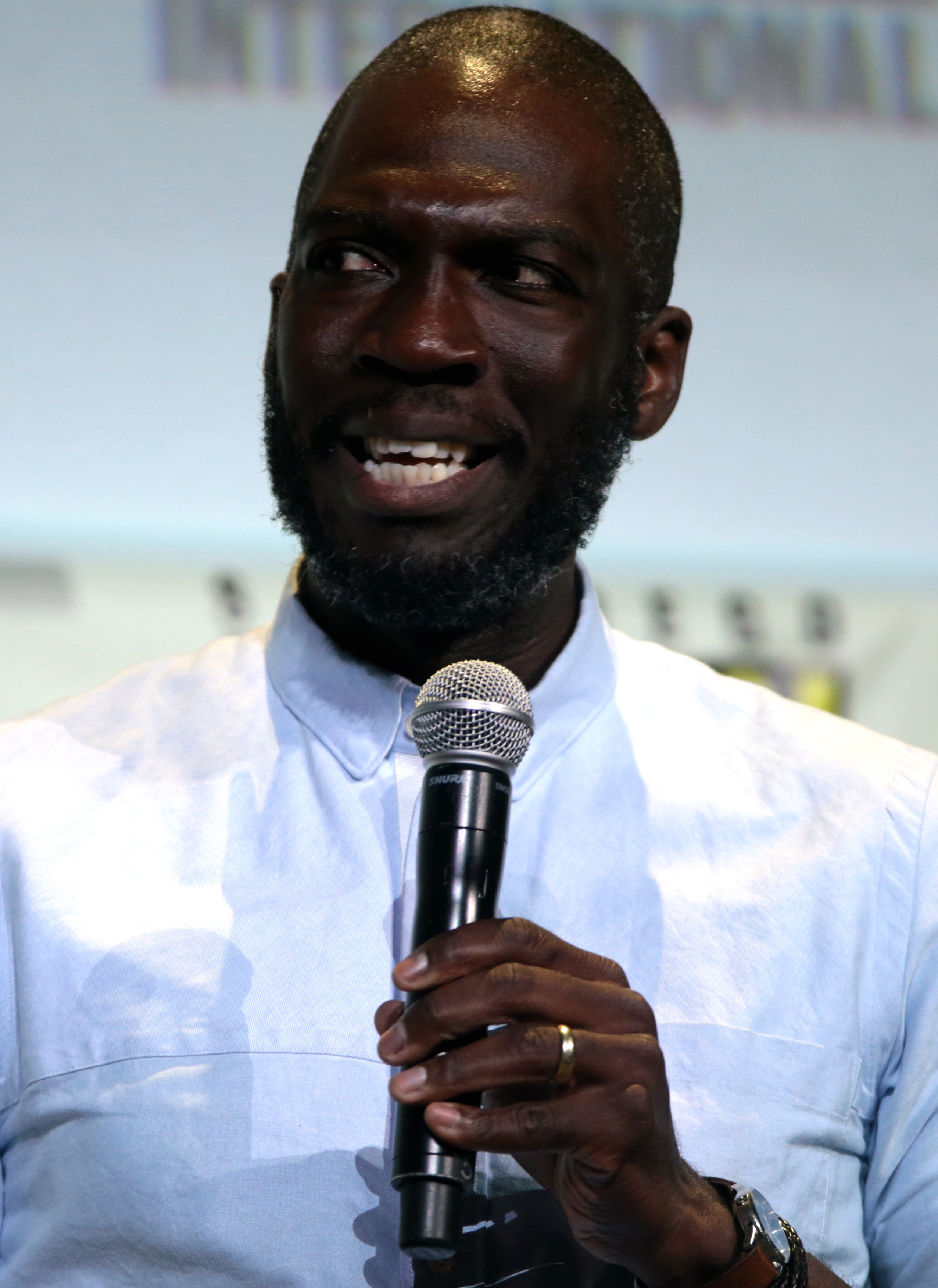
Rick Famuyiwa auf der Comic-Con 2016

Rick Famuyiwa (* 18. Juni 1973 in Inglewood) ist ein US-amerikanischer Filmregisseur und Drehbuchautor nigerianischer Abstammung. Famuyiwas Filme haben größtenteils die ethnische Vielfalt und die Akzeptanz von sich selbst und anderen zum Gegenstand, besonders innerhalb von farbigen Gemeinschaften. In den meisten seiner Filme spielt das Thema Freundschaft eine zentrale Rolle.

## Leben
Rick Famuyiwa wurde 1973 in Inglewood in der Nähe von Los Angeles als Sohn nigerianischer Immigranten geboren, wo er auch aufwuchs.
Nach der Highschool besuchte Famuyiwa die University of Southern California, wo er Filmwissenschaften und Fernsehproduktion studierte und Bachelorabschlüsse am College of Letters, Arts and Sciences und an der School of Cinematic Arts erwarb. In dieser Zeit arbeitete Famuyiwa eng mit Todd Boyd zusammen, einem Professor der Hochschule.
Seit Juli 1999 ist Famuyiwa mit Glenita Mosley verheiratet, die er an der University of Southern California kennenlernte.

## Filmkarriere
1996 drehte Famuyiwa den Kurzfilm Blacktop Lingo. Der Film erhielt gute Kritiken, und Famuyiwa wurde vom Sundance Institute eingeladen. Dort drehte er mit The Wood seinen ersten Spielfilm, der 1999 veröffentlicht wurde. Zu dieser Zeit arbeitete Famuyiwa noch in einem Niketown in Beverly Hills. In dem teilweise autobiografischen Film hatte Famuyiwa seine Erfahrungen mit seiner Familie und engen Freunden und seine Jugendjahre als Afroamerikaner in Inglewood verarbeitet. Der Film wurde 2000 als Bester Film für den Image Award nominiert. 2002 wurde Brown Sugar veröffentlicht. Für den Film wurde Famuyiwa 2003 ein zweites Mal in der Kategorie Bester Film für den Image Award nominiert. Für den Film Talk to Me aus dem Jahr 2007 schrieb Famuyiwa das Drehbuch.
Auch die Handlung seines Films Dope verlagerte Famuyiwa, wie bereits in seinem ersten Spielfilm, in seine Heimatstadt Inglewood. Der Film feierte im Januar 2015 im Rahmen des Sundance Film Festivals Premiere und war bei den Internationalen Filmfestspielen von Cannes 2015 der Abschlussfilm.
Im Juni 2016 übernahm Famuyiwa anstelle von Seth Grahame-Smith, der das Projekt wegen kreativer Differenzen verlassen hatte, die Regie für den Film Flashpoint. Fünf Monate später verließ Famuyiwa das Projekt ebenfalls wegen kreativer Differenzen mit Warner Bros.
Famuyiwa ist Mitglied der Directors Guild of America.

## Filmografie (Auswahl)
- 1996: Blacktop Lingo (Kurzfilm)
- 1999: The Wood
- 2002: Brown Sugar
- 2007: Talk to Me (Drehbuch)
- 2010: Our Family Wedding
- 2015: Dope
- 2016: Auf Treu und Glauben (Confirmation)
- 2018: The Chi (Fernsehserie; Regisseur der Pilotfolge, Executive Producer von Folge 1x01 bis 2x03)
- 2019: The Mandalorian (Executive Producer, Gastrolle in Folge 1x06)

## Auszeichnungen (Auswahl)
African-American Film Critics Association
- 2015: Auszeichnung für das Beste Drehbuch (Dope)

Black Reel Awards
- 2000: Nominierung für die Beste Regie – Film  (The Wood)
- 2000: Nominierung für das Beste Drehbuch – Film  (The Wood)
- 2016: Nominierung für die Beste Regie – Film (Dope)
- 2016: Nominierung für das Beste Originaldrehbuch oder adaptiertes Drehbuch – Film (Dope)

Image Award
- 2008: Auszeichnung für das Beste Drehbuch – Film (Talk to Me)
- 2016: Nominierung als Bester Film (Dope)
- 2016: Nominierung für das Beste Drehbuch (Dope)
- 2016: Nominierung für die Beste Regie – Film (Dope)

Internationale Filmfestspiele von Cannes
- 2015: Nominierung für die Queer Palm (Dope)

Sundance Film Festival
- 2015: Nominierung für den Grand Jury Prize – Dramatic (Dope)